# Placówka Straży Granicznej w Sosnowcu
Placówka Straży Granicznej im. insp. Mariana Skibińskiego w Sosnowcu – graniczna jednostka organizacyjna Straży Granicznej realizująca zadania w ochronie granicy państwowej na terenie kraju.

## Formowanie i zmiany organizacyjne
Placówka Straży Granicznej w Sosnowcu (PSG w Sosnowcu) powstała w efekcie kolejnego etapu zmian organizacyjnych Śląskiego Oddziału Straży Granicznej związanych z przystosowaniem do sprawnego i skutecznego wykonywania ustawowych zadań w warunkach Schengen. Zwłaszcza w zakresie zarządzania procesami migracyjnymi w terenach wielkomiejskich. Została ona utworzona na podstawie Zarządzenia nr 38 Komendanta Głównego Straży Granicznej z dnia 26 sierpnia 2021, natomiast działalność rozpoczęła 1 września 2021. Obecnie siedziba placówki SG znajduje się w Sosnowcu przy ulicy Teatralnej 1, w budynku byłej prokuratury. Jednakże docelowo ma być przeniesiona do planowanego do budowy obiektu przy ulicy Kombajnistów, który najprawdopodobniej zostanie dopuszczony do użytkowania w 2024. Docelowo służbę będzie w niej pełniło 71 funkcjonariuszy. Od 15 października 2019 w Sosnowcu miała siedzibę Grupa Zamiejscowa PSG w Rudzie Śląskiej. 29 października 2024 placówka otrzymała imię inspektora Mariana Skibińskiego.

## Ochrona granicy
Łączna powierzchnia terenu PSG w Sosnowcu wynosi 2 328 km². Zasięg odpowiedzialności służbowej obejmuje wschodnią część województwa śląskiego na terenie Górnośląsko–Zagłębiowskiej Metropolii. Celem jest skutecznie przeciwdziałać możliwym zagrożeniom porządku i bezpieczeństwa publicznego związanego z procesami migracyjnymi na tym obszarze. Jak również przeciwdziałać możliwym aktualnym i przewidywanym zagrożeniom porządku i bezpieczeństwa publicznego związanego z procesami migracyjnymi w Aglomeracji Górnośląsko–Zagłębiowskiej.

### Terytorialny zasięg działania
Stan z 1 lipca 2025
Od 1 lipca 2025 obszar działania Placówki Straży Granicznej w Sosnowcu obejmuje:
Poza strefą nadgraniczną obejmuje: powiaty: będziński, mikołowski, zawierciański, Chorzów, Dąbrowa Górnicza, Jaworzno, Katowice, Mysłowice, Siemianowice Śląskie, Sosnowiec.
Stan z 1 września 2021
Poza strefą nadgraniczną obejmował:
- powiaty: będziński, bieruńsko-lędziński, zawierciański
- miasta na prawach powiatu: Chorzów, Dąbrowa Górnicza, Jaworzno, Katowice, Mysłowice, Siemianowice Śląskie, Sosnowiec, Tychy.

## Komendanci placówki
- mjr SG/ppłk SG Ewa Szlendak–Kelczauskas (01.09.2021[5]–nadal).